# Ellen Dufour
Pour les articles homonymes, voir Dufour.
Ellen Dufour (Zutendaal, 9 novembre 1980) est une présentatrice et chanteuse belge. Son nom d'artiste est Ellen.

## Biographie
Ellen Dufour a commencé sa carrière de présentatrice avec le programme Big Brother en 2001. Elle présente le programme télé Kids Top 20 sur VTM depuis 2003.
Cette présentatrice est aussi chanteuse. Elle chante en solo. Le titre Gonna Getcha fut un hit en Espagne, mais un succès international assez mitigé.
Elle est l'ambassadrice de Medi Clowns. 

## Discographie
- 2002 : I am free
- 2002 : I could love you
- 2003 : Gonna Getcha
- 2003 : The goodtimes of your life
- 2004 : Holiday from love
- 2004 : Helemaal voor you
- 2005 : Lucky Lucky
- 2006 : Bang Bang Bang